# Mood Muzik 3: The Album
Mood Muzik 3: The Album è il secondo album del rapper statunitense Joe Budden, pubblicato da Amalgam nel 2008. Il disco vende 1 100 copie nella sua prima settimana, entrando nella classifica statunitense degli album R&B/hip hop e fermandosi alla posizione numero 88.
| Recensione | Giudizio |
| ---------- | -------- |
| RapReviews | [ 3 ]    |
| PopMatters | [ 4 ]    |

## Tracce
1. Dear Diary – 5:08 – WMS Sultan
2. Hiatus – 5:41 – Mellow Madness
3. Family Reunion (featuring Ransom, Fabolous & Hitchcock) – 6:50 – Shatek
4. Get No Younger (featuring Ezo) – 3:30 – The Klasix
5. Un4Given – 5:21 – Ryan Lugo
6. All Of Me (featuring Emanny) – 7:56 – The Klasix
7. Long Way To Go (featuring Mr. Probz) – 4:36 – Soulsearchin'
8. Thou Shall Not Fall – 4:29 – The Klasix
9. Ventilation – 3:50 – The Klasix
10. Warfare (featuring Joell Ortiz) – 2:56 – The Klasix
11. Roll Call – 4:07 – WMS Sultan
12. Secrets (featuring Emanny) – 5:53 – The Klasix
13. Send Him Our Love – 4:15 – The Klasix
14. Star Inside Of Me (featuring Suzy Q) – 3:54 – Dub B
15. Still My Hood – 4:39 – Omen
16. 4 Walls – 4:41 – The Klasix

## Classifiche settimanali
| Classifica (2008)         | Posizione massima |
| ------------------------- | ----------------- |
| US Top R&B/Hip-Hop Albums | 88                |